# 1. deild 1974
La 1. deild 1974 fu la 63ª edizione della massima serie del campionato di calcio islandese disputata tra il 18 maggio e il 1º settembre 1974 e conclusa con la vittoria del ÍA, al suo ottavo titolo.
Capocannoniere del torneo fu Teítur þórdarsson (ÍA) con 9 reti.

## Formula
Come nella stagione precedente le squadre partecipanti furono otto e si incontrarono in un turno di andata e ritorno per un totale di quattordici partite.
L'ultima classificata retrocedette in 2. deild karla.
Le squadre qualificate alle coppe europee furono tre: i campioni alla Coppa dei Campioni 1975-1976, la seconda alla Coppa UEFA 1975-1976 e i vincitori della coppa nazionale alla Coppa delle Coppe 1975-1976.

## Squadre partecipanti
| Club     | Città          | Stadio | Posizione 1973     |
| -------- | -------------- | ------ | ------------------ |
| Fram     | Reykjavík      |        | 4°                 |
| KR       | Reykjavík      |        | 7°                 |
| Valur    | Reykjavík      |        | 2°                 |
| ÍBV      | Vestmannaeyjar |        | 3°                 |
| ÍBA      | Akureyri       |        | 6°                 |
| Keflavík | Keflavík       |        | Campione d'Islanda |
| ÍA       | Akranes        |        | 5°                 |
| Víkingur | Reykjavík      |        | 2. deild           |

## Classifica finale
|                    | Pos. | Squadra  | Pt | G  | V | N | P | GF | GS | DR  |
| ------------------ | ---- | -------- | -- | -- | - | - | - | -- | -- | --- |
| Islanda (bandiera) | 1.   | ÍA       | 23 | 14 | 9 | 5 | 0 | 24 | 10 | +14 |
|                    | 2.   | Keflavík | 19 | 14 | 7 | 5 | 2 | 24 | 12 | +12 |
|                    | 3.   | Valur    | 14 | 14 | 4 | 6 | 4 | 18 | 18 | +0  |
|                    | 4.   | ÍBV      | 13 | 14 | 3 | 7 | 4 | 20 | 20 | +0  |
|                    | 5.   | KR       | 13 | 14 | 4 | 5 | 5 | 16 | 19 | -3  |
|                    | 6.   | Fram     | 12 | 14 | 3 | 6 | 5 | 19 | 20 | -1  |
|                    | 7.   | Víkingur | 9  | 14 | 2 | 7 | 5 | 14 | 19 | -5  |
|                    | 8.   | ÍBA      | 9  | 14 | 3 | 3 | 8 | 16 | 33 | -17 |

Legenda:
      Campione d'Islanda e ammesso alla Coppa dei Campioni
      Ammesso alla Coppa delle Coppe
      Ammesso alla Coppa UEFA
      Retrocesso in 2. deild karla
Note:
Due punti a vittoria, uno a pareggio, zero a sconfitta.

### Spareggio retrocessione
Víkingur e ÍBA terminarono il campionato a pari punti e spareggiarono il 5 ottobre a Keflavík per determinare la squadra retrocessa.
| Keflavík 5 ottobre 1974 | Víkingur | 3 – 1 | ÍBA | Keflavíkurvöllur |

### Verdetti
- ÍA Campione d'Islanda 1974 e qualificato alla Coppa dei Campioni
- Keflavík qualificato alla Coppa UEFA
- Valur qualificato alla Coppa delle Coppe
- ÍBA retrocesso in 2. deild karla.